# Останній бій лінкора «Бісмарк»

Карта операції «Рейнюбунг», що проводилася німецьким флотом у травні 1941

Останній бій лінкора «Бісмарк» — морський бій, що стався 26 — 27 травня 1941 в Атлантичному океані приблизно 300 миль західніше французької військово-морської бази в місті Брест, між ескадрою британського флоту віцеадмірала Д.Тові та найновішим лінійним кораблем німецького флоту «Бісмарк» під командуванням віцеадмірала Г. Лют'єнса.
Хоча битва між найпотужнішими кораблями свого часу мала вирішальне значення у веденні війни на Атлантичному просторі, цей бій не отримав власної усталеної назви.

## Історія
Морський бій 26 — 27 травня 1941 став продовженням битви у Данській протоці, що сталася 24 травня 1941, під час якого німецька рейдерська група з лінійного корабля «Бісмарк» і важкого крейсера «Принц Ойген» потопили британський лінійний крейсер «Гуд» та пошкодили лінкор «Принц Уельський», змушуючи його відступити.

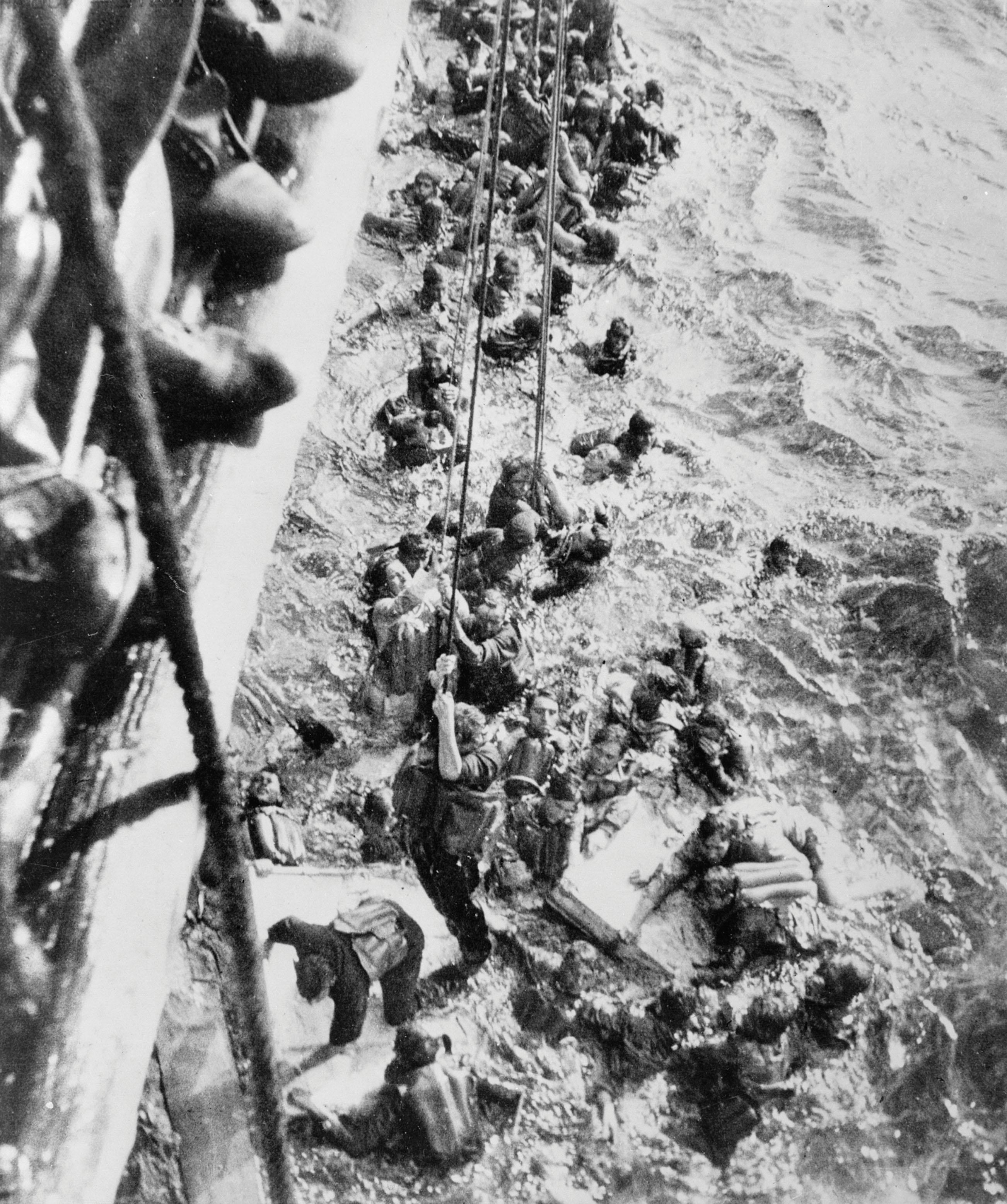
Рятування членів німецького екіпажу лінкора «Бісмарк» британським крейсером «Дорсетшир». 27 травня 1941

У цій битві паливні баки «Бісмарка» були пошкоджені, однак він спромігся відірватися від переслідування важких крейсерів «Норфолк» і «Саффолк». Його метою було дістатися порту Брест для ремонту. Супутник лінкора, важкий крейсер «Принц Ойген», за рішенням віцеадмірала Г. Лют'єнса, продовжив свою рейдерську місію, вирушивши далі вглиб Атлантики.
Після поразки у Данській протоці морські й повітряні судна Королівського флоту і Королівських ВПС розшукували «Бісмарк» по всій акваторії Північної Атлантики протягом більше двох днів.
Полювання на пошкоджений німецький лінкор почалося після того, як у другій половині дня 26 травня британський розвідувальний літак «Каталіна» виявив «Бісмарк» за масляним слідом.
Битва мала чотири основні етапи.
На першому етапі британська палубна авіація з британського авіаносця «Арк Роял» завдала низку повітряних ударів торпедоносцями «Сордфіш», які вивели з ладу стерновий механізм «Бісмарка» і, таким чином, заклинили його рулі.
Під час другого етапу велося стеження й переслідування «Бісмарка» протягом ночі з 26 на 27 травня британськими есмінцями. Есмінці «Сикх», «Козак», «Зулу», «Маорі» і польський ORP «Пйорун» протягом усієї ночі переслідували пошкоджений «Бісмарк», періодично атакуючи його торпедами, але не завдали йому серйозних ушкоджень. 
Третя фаза почалася ранковою атакою британських лінкорів «Король Георг V» і «Родні», за підтримки крейсерів. Після 100 хвилин запеклого бою «Бісмарк» був затоплений екіпажем внаслідок комбінованого ураження артилерійськими снарядами, влучання торпедами і пожежі, що сталася на борту. Британський лінкор «Родні» дістав легкі пошкодження.
Перш, ніж відійти з поля битви, британські військові кораблі врятували 111 моряків з «Бісмарка», однак, через загрозу появи німецьких підводних човнів, залишили кількасот людей напризволяще.
На завершальному етапі бою, під час відходу, британські кораблі були атаковані літаками Люфтваффе, в результаті чого британці втратили есмінець «Машона», а німецькі кораблі й підводні човни прибули на місце загибелі «Бісмарка» пізніше та врятували ще п'ятьох членів екіпажу, котрі вцілили та трималися на воді.

## Наслідки
З 2221 членів екіпажу, які перебували на борту, було врятовано 116: 86 — екіпажем британського важкого крейсера «Дорсетшир», 25 — есмінцем «Маорі», 3 — підводним човном U-74, 2 — німецьким метеорологічним кораблем «Заксенвальд». Один з врятованих, машиніст-єфрейтор Гергард Люттіг, наступного дня помер на борту «Дорсетшира» від отриманих поранень. Екіпаж есмінця «Козак» врятував корабельного кота, який після цього пережив загибель «Козака» і авіаносця «Арк Роял».
Найбільш високопоставленим серед вцілілих був 4-й артилерійський офіцер, капітан-лейтенант барон Буркард фон Мюлленгайм-Рехберг. Його мемуари «Лінкор "Бісмарк". Історія вцілілого» стали важливим джерелом інформації про події на борту «Бісмарка».
7 березня 2018 року у віці 97 років помер останній член екіпажу «Бісмарка», матрос Бернгард Гоєр.

## Відео
- The Battleship Bismarck. The Final Battle — анімаційна постановка останньої битви лінкора «Бісмарк»